# おゆき (内藤国雄の曲)
「おゆき」は、将棋棋士・内藤國雄が「内藤国雄」名義で1976年5月1日に発売したシングルである。レコード品番はオリジナル盤がSOLB-409、価格改訂版が06SH-606。
1991年に再発（SRDL-3310 / SRSL-3282）。1992年にカップリングを「ああ雪列車」に変更して再発（SRDL-3493 / SRSL-3351）。

## 概要
- オリジナル盤のシングルレコードのジャケット表面には「歌─日本将棋連盟棋士 九段 内藤国雄」、裏面には「歌　九段!内藤国雄 日本将棋連盟棋士」と記載されている。
- オリコンチャート上での週間最高位は21位だったが、100位以内には通算80週間も留まるロングセラーとなり、同チャートの集計では約42万枚を売り上げた[1]。
- 累計売上は100万枚以上[2]とされる。
- 作曲家・弦哲也としても初めて楽曲製作に携わった作品である。
- 1976年には、シングルと同名の『おゆき』というアルバムも発売された（後述）。

## 収録曲
全曲、編曲：丸山雅仁
1. おゆき
  - 作詞：関根浩子　作曲：弦哲也
2. 祝盃（日本民謡舞踊連盟推薦曲）
  - 作詞：荒川利夫　作曲：好田忠夫

### 1991年盤
1. おゆき
2. おゆき（カラオケ）
3. 祝盃
4. 祝盃（カラオケ）

### 1992年盤
1. おゆき
2. おゆき（オリジナル・カラオケ）
3. ああ雪列車
4. ああ雪列車（オリジナル・カラオケ）

## アルバム
1976年には同名のアルバム『おゆき』も発売された。レコード品番は25AH-113。

### 収録曲
全曲、編曲：丸山雅仁

#### A面
1. おゆき
  - 作詞：関根浩子　作曲：弦哲也
2. あの娘が泣いてる波止場 - 三橋美智也のカバー
  - 作詞：高野公男　作曲：船村徹
3. 帰ろかな - 北島三郎のカバー
  - 作詞：永六輔　作曲：中村八大
4. 命かれても - 森進一のカバー
  - 作詞：鳥井実　作曲：彩木雅夫
5. 別れの波止場 - 春日八郎のカバー
  - 作詞：藤間哲郎　作曲：真木陽
6. なみだ坂
  - 作詞：荒川利夫　作曲：山中博
  - 1981年に村田英雄が発売した同名曲とは異なる。

#### B面
1. 北の運命（さだめ）
  - 作詞：海原光　作曲：弦哲也
  - 1977年8月21日に内藤のシングルの表題曲としてシングルカットされた。
2. 夢で逢えるさ - 三橋美智也のカバー
  - 作詞：矢野亮　作曲：佐伯としを
3. 夫婦鏡 - 殿さまキングスのカバー
  - 作詞：千家和也　作曲：彩木雅夫
4. こころ酒
  - 作詞：上野登代光　作曲：黒沢忠司
  - シングル「北の運命」のB面曲としてシングルカットされた。1992年に藤あや子が発売した同名曲とは異なる。
5. 小春月夜 - 村田英雄のカバー
  - 作詞：西条八十　作曲：船村徹
6. 祝盃
  - 作詞：荒川利夫　作曲：好田忠夫
  - 「おゆき」のB面曲。